# Georges Mostovoy
Georges Mostovoy est un joueur parisien de dames français, toujours en activité (encore vainqueur du tournoi d'Avignon en 2009, de l'open de Sens en 2010...), qui fut le numéro un français à l'orée des années 1970. 
Il fut le second participant à remporter trois fois consécutivement le championnat français, après Michel Hisard.

## Palmarès
- 1er championnat de France (Excellence) en 1965;
- Champion de France en 1966 (à Paris);
- Champion de France en 1967 (à Amiens);
- Champion de France en 1968 (à Nîmes);
- Champion de France en 1974 (à La Rochelle);
- 6e du championnat du monde en 1968 (à Bolzano);
- Participation au Suikertoernooi PNHDB en 1972 et 1973 (un tournoi "du sucre" de 1re série, à Leeuwarden) .